# Pflegeheim St. Vinzenz (Pinkafeld)

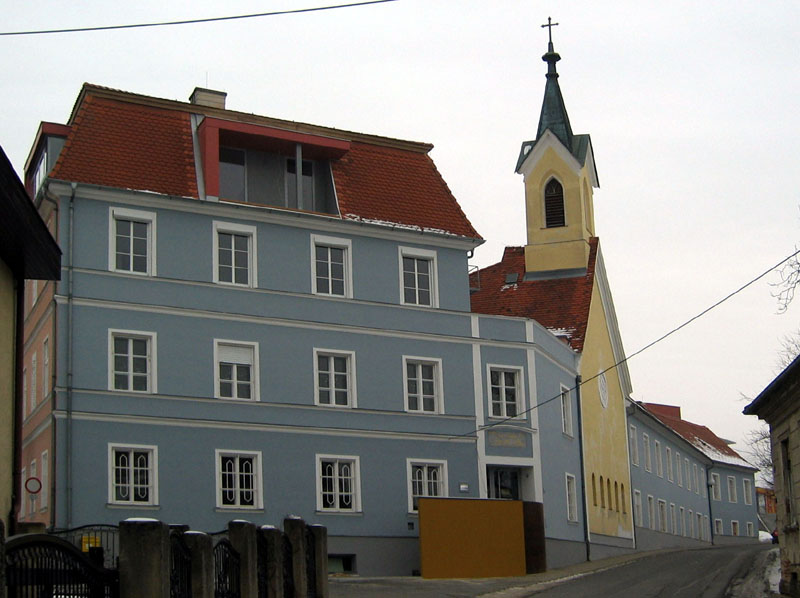
Pflegeheim Pinkafeld

Das Pflegeheim St. Vinzenz steht in der Stadt Pinkafeld im Burgenland.
Von 1854 bis 1855 wurde mit dem Architekten Carl Roesner ein Kloster und Spital für den Orden der Genossenschaft der Töchter der christlichen Liebe vom Hl. Vinzenz von Paul als Stiftung der Gräfin Franziska Batthyány erbaut, welche 1854 als Novizin in den Orden eintrat und ebendort 1861 starb.
Die neogotischen Kapelle zur Unbefleckten Empfängnis wurde am 24. Juni 1855 vom Bischof Michael Haas geweiht. Die Kapelle erhielt eine neue Ausstattung vom Bildhauer Thomas Resetarits.
Heute wird das mehrfach umgebaute und erweiterte Gebäude als Altenpflegeheim, Altentagesstätte und Kindergarten genutzt.